# 德拜环形山

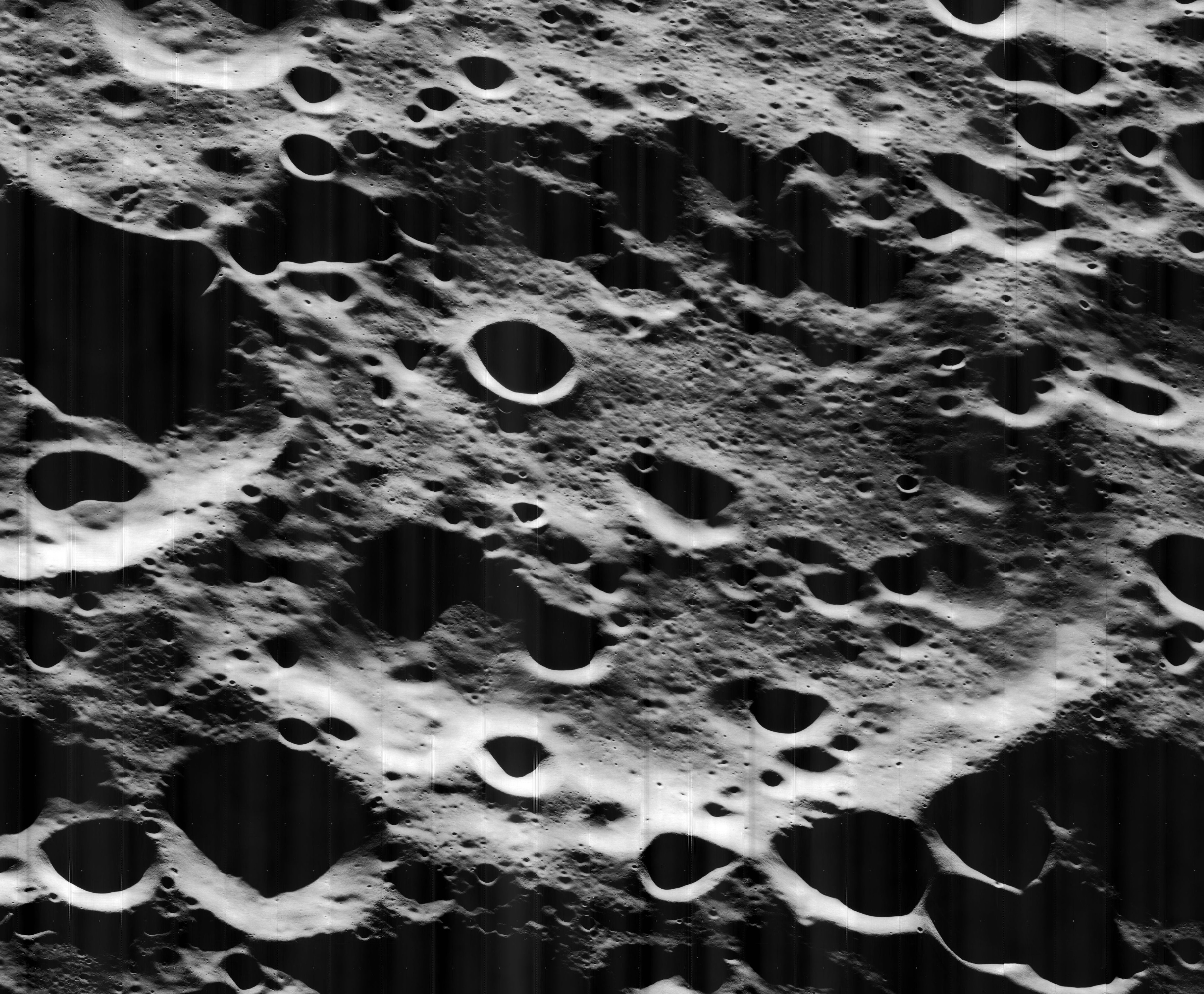
月球轨道器5号拍摄的西向斜视图

德拜环形山（Debye）是位于月球背面北半部一座巨大的古撞击坑，约形成于45.5-39.2亿年前的前酒海纪，其名称取自荷兰物理学家暨物理化学学家，1936年诺贝尔化学奖得主彼得·德拜（1884年-1966年），1970年被国际天文学联合会正式接受。

## 描述
该陨坑西侧和西北分别毗邻更大的达朗伯环形山和较小的库珀环形山、北面和东北坐落了古老的查普尔环形山和已磨损钝化的罗兰环形山，蒙戈尔费埃环形山和珀金环形山位于它的东侧和南面、它的东南和西南偏西则分别横亘了杜奈尔环形山和切尔内绍夫环形山
。该陨坑中心月面坐标为49°26′N 176°02′W / 49.43°N 176.03°W，直径127.03公里，深约2.926公里。
德拜环形山的坑壁因撞击而严重磨损变形，其外观轮廓大体呈多边形状，环边缘密布了众多的小撞击坑，其中它的东北段边缘较为平直，沿坑壁重叠着一群小陨坑并侵入至它的内壁，南侧段覆盖了较大的珀金环形山，而西侧边缘则如锯齿般凹凸不齐。该环形山的残壁最大高出周边地形1630米，内部容积约有17242.51立方公里，坑底表面坑洼不平，与崎岖粗糙的周边地形相类似，南部坑底部分覆盖着珀金环形山的外侧壁，其余地区则散布着各式大小不同的撞击坑，中心点西南坐落了一座相对年轻的小杯状坑。

## 卫星陨石坑
按惯例，最靠近德拜环形山的卫星坑将在月图上以字母标注在它的中心点旁边。

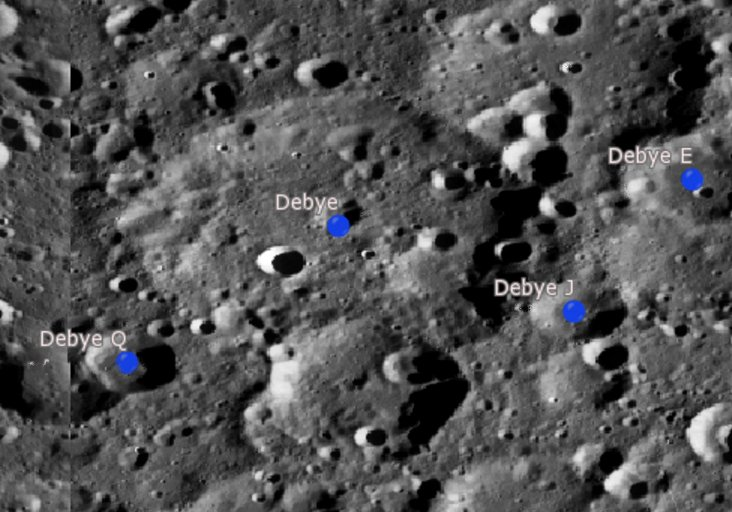
月球勘测轨道飞行器拍摄

| 德拜 | 纬度     | 经度      | 直径      |
| ---- | -------- | --------- | --------- |
| E    | 50.11° N | 170.83° W | 40.97公里 |
| J    | 48.18° N | 172.57° W | 28.88公里 |
| Q    | 47.43° N | 179.14° W | 26.88公里 |

- 卫星坑德拜 E约形成于酒海纪[1]。

## 另请参阅
- Andersson, L. E.; Whitaker, E. A. . NASA RP-1097. 1982.
- Blue, Jennifer. . USGS. July 25, 2007  [2007-08-05]. （原始内容存档于2013-02-13）.
- Bussey, B.; Spudis, P. . New York: Cambridge University Press. 2004. ISBN 978-0-521-81528-4.
- Cocks, Elijah E.; Cocks, Josiah C. . Tudor Publishers. 1995. ISBN 978-0-936389-27-1.
- McDowell, Jonathan. . Jonathan's Space Report. July 15, 2007  [2007-10-24]. （原始内容存档于2018-12-25）.
- Menzel, D. H.; Minnaert, M.; Levin, B.; Dollfus, A.; Bell, B. . Space Science Reviews. 1971, 12 (2): 136–186. Bibcode:1971SSRv...12..136M. doi:10.1007/BF00171763.
- Moore, Patrick. . Sterling Publishing Co. 2001. ISBN 978-0-304-35469-6.
- Price, Fred W. . Cambridge University Press. 1988. ISBN 978-0-521-33500-3.
- Rükl, Antonín. . Kalmbach Books. 1990. ISBN 978-0-913135-17-4.
- Webb, Rev. T. W.  6th revised. Dover. 1962. ISBN 978-0-486-20917-3.
- Whitaker, Ewen A. . Cambridge University Press. 1999. ISBN 978-0-521-62248-6.
- Wlasuk, Peter T. . Springer. 2000. ISBN 978-1-85233-193-1.